# Рустик Римлянин
Русти́к Римлянин (лат. Rusticus Romanus), (VI век н. э.) — латинский христианский писатель. Не путать с Рустиком Римским — раннехристианским мучеником, пострадавшим в III веке во время царствования римского императора Клавдия II.
Около 553 года Рустик Римлянин изгоняется в Египет. После возвращения живёт в монастыре неподалёку от Константинополя, а в конце жизни возвращается в Рим, где вступает в должность диакона.
Наиболее важным произведением Рустика Римлянина, оставившим след в истории, является труд «Против ацефалов» (монофизитов), который написан в противовес решению Второго Константинопольского собора по вопросу о трёх главах и представляет собой образец классической спекулятивной теологии в отношении догматов о Троице, о Христе и о Богоматери. Рустика Римлянина в его трудах прежде всего интересовала соборная проблематика.
Также Рустик Римлянин выполнил перевод на латинский язык постановлений Эфесского и Халкедонского соборов. Также известны его замечания и возражения к постановлениям Халкедонского собора.